# تونس (كويكب)
تُونس أو 6362 تُونس أو كوكيب تُونس (6362Tunis أو Tunis باللغات الغربية) كويكب تابع للنظام الشمسي، اكتشفه الفلكي الدانمركي ريشارد واست في 19 ماي (مايو \ أيار) 1979 في المرصد الأوروبي الجنوبي بالشيلي، وهو الكويكب المكتشَف رقم 6362 (حسب ترتيب تاريخ الاكتشاف). وقد صرح ريشارد واست في مدينة العلوم أنه سمى الكويكب كذلك لأنه يحب تونس.
قام رئيس تونس زين العابدين بن علي بتكريم ريشارد واست في 7 نوفمبر (تشرين الثاني) 2001، وذلك بمنحه جائزة 7 نوفمبر للإبداع لسنة 2001.

يقع كويكب تونس في حزام الكويكبات، بين المريخ والمشتري. يبلغ متوسط قطره 39,58 كم، وقدره المطلق 11,20، وقدرته العاكسة 0,0373، ومتوسط سرعته المدارية 16,66512813 كم\ث.

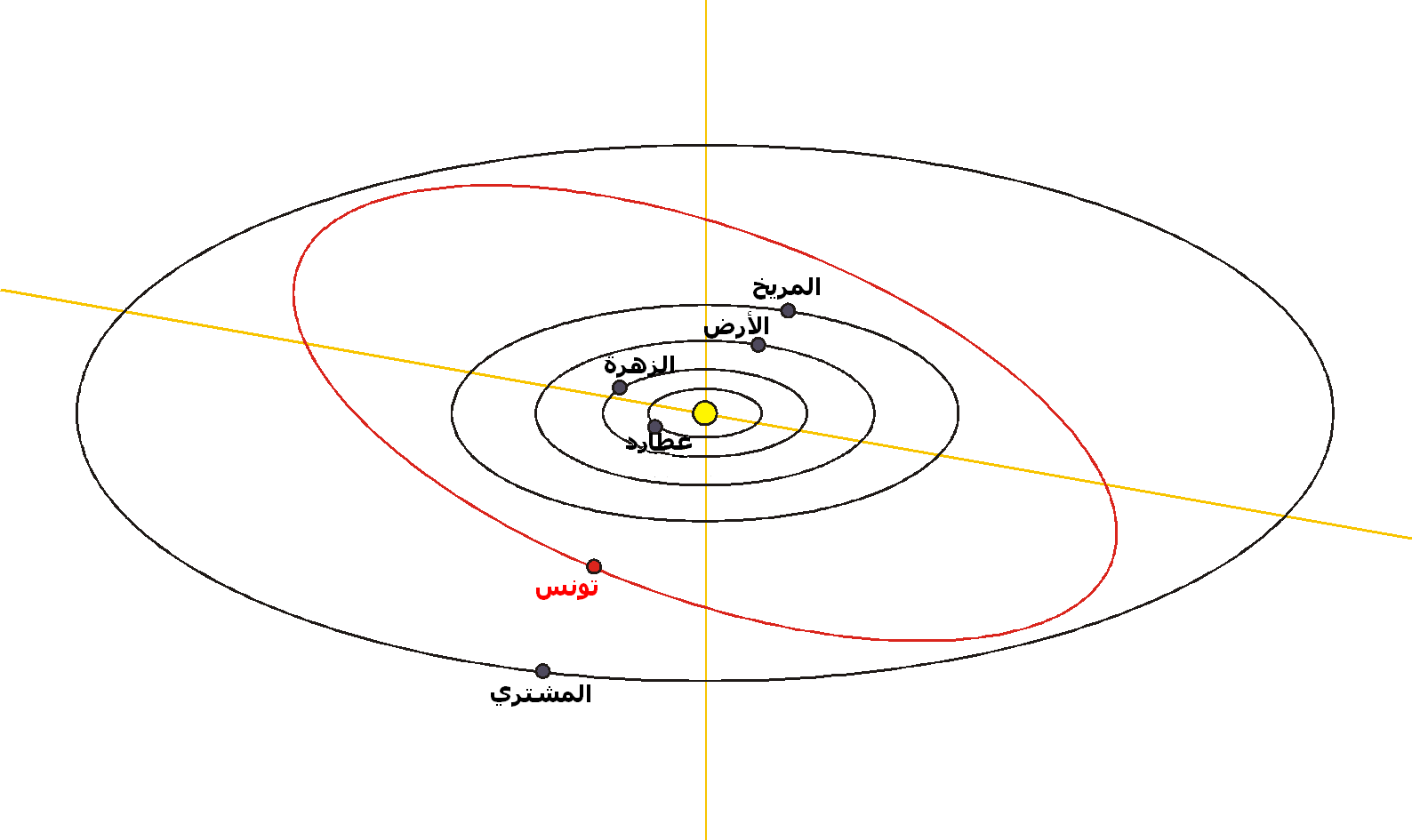
موقع كويكب تونس من النظام الشمسي في 20 ديسمبر (كانون الأول) 2007.

| الاختلاف المركزي             | e      | 0,1736339                 |
| نصف المحور الأكبر            | a      | 3,2001484 و.ف.            |
| نقطة الذنب                   | q      | 2,6444942 و.ف.            |
| المَيْل                        | i      | °19,10098                 |
| العقدة الصاعدة               | node   | °105,38356                |
| زاوية الحضيض                 | w      | °296,95822                |
| متوسط زاوية الابتعاد المداري | M      | °238,09870                |
| الدورة المدارية              | period | 2090,9979055 يوم 5,72 سنة |
| نقطة الأوج                   | Q      | 3,7558026 و.ف.            |